# Armórica

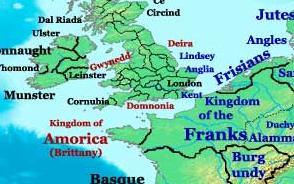
Armórica, 500 d. C.

Los pueblos galos establecidos en territorio armoricano

En la Antigüedad, la palabra Armórica se empleaba para describir la región costera del noroeste francés, entre Pornic (cerca de Nantes) y Dieppe. Comprendía la actual Bretaña, el noroeste del país del Loira y la totalidad del litoral de Normandía.
Su nombre proviene de la expresión gala are mori ('en el mar'), que evolucionó en Aremorica o 'país frente al mar'.
En su Historia Natural, Plinio el Viejo afirma que Armórica es el antiguo nombre de Aquitania y menciona que los Pirineos son como el borde austral de la región. Teniendo en cuenta el origen galo del nombre, esta afirmación tiene sentido si se considera que Armórica no describe un país específico, sino una región geográfica cuya característica es estar frente al mar.
La República romana tuvo largos años de relaciones comerciales con los galos y con los armoricanos (haciendo distinción entre estos). Sin embargo, Armórica revendía los productos de Roma a los bretones y los belgas, y una de las consecuencias de la guerra de las Galias fue la eliminación de estos intermediarios a la vez que la extensión del territorio romano para satisfacer la demanda de tierras por los plebeyos romanos.
El comercio entre Armórica y las islas británicas fue descrito por Diodoro Sículo. Después de la campaña de Craso en 57 a. C., la resistencia armoricana al dominio romano era respaldada por los aristócratas celtas de Britania. En respuesta, Roma invadió Britania en dos ocasiones, en 55 a. C. y 54 a. C., bajo el mando de Julio César.
En el Imperio romano, Armórica fue parte de la provincia de Gallia Lugdunensis, la cual tenía su capital en Lugdunum (Lyon). Cuando las provincias romanas fueron reorganizadas en el siglo IV, Armórica fue colocada bajo las segunda y tercera divisiones de Lugdunensis. Armórica se rebeló contra Roma en dos ocasiones en el siglo V, expulsando a los funcionarios romanos en la segunda ocasión.
La península de Bretaña conoció una importante inmigración de celtas bretones procedentes mayoritariamente de las regiones actuales de Cornualles y país de Gales en los siglos V a VII. Durante los siglos IX y X, los vikingos comenzaron a establecerse en la península de Cotentin, lo cual acarreó el desuso del nombre de Armórica, favoreciendo el de Normandía.

## Cultura popular
En la serie de cómics de René Goscinny y Albert Uderzo Astérix el Galo, éste vive en una aldea supuestamente situada en Armórica, según dice la introducción que tienen todos los libros de la serie.